# Vysokorychlostní trať Čchin-chuang-tao – Šen-jang
Vysokorychlostní trať Čchin-chuang-tao – Šen-jang (čínsky v českém přepisu Čchin-šen Kche-jün Čuan-sien, pchin-jinem Qínshěn Kèyùn Zhuānxiàn, znaky zjednodušené 秦沈客运专线, tradiční 秦瀋客運專線) je 404 kilometrů dlouhá vysokorychlostní trať v Čínské lidové republice spojující Čchin-chuang-tao v provincii Che-pej s Šen-jangem v provincii Liao-ning. Jedná se o nejstarší vysokorychlostní trať v Čínské lidové republice. Stavba začala 16. srpna 1999 a trať byla otevřena 12. října 2003. Stavba stála 16 miliard jüanů. Původně byla maximální traťová rychlost jen 200 km/h, ale v roce 2007 byla zvýšena na 250 km/h. V roce 2002 zde v rámci pokusů dosáhla jednotka DJJ2 Čínská hvězda rychlosti 321 km/h, čínského železničního rychlostního rekordu.